# L'Altra Russia (coalizione)
L'Altra Russia (in russo Другая Россия) è stata una coalizione russa di opposizione che comprendeva una grande varietà di movimenti politici e civili, liberali, nazionalisti, socialisti e comunisti (anche se il Partito Comunista della Federazione Russa non ne ha mai fatto parte).
La coalizione comprendeva movimenti di estrema destra, di centro, di estrema sinistra e liberali (tra i quali l'ex campione di scacchi e leader del Fronte Civile Unito Garri Kasparov, il leader del Partito Nazional Bolscevico Ėduard Limonov e l'Avanguardia della Gioventù Rossa).
Dal 2010, dopo la dissoluzione della coalizione, L'Altra Russia è il nome del partito politico guidato da Limonov.

## Storia
L'Altra Russia è stata fondata durante il congresso costitutivo del luglio 2006, durante il G8 di Mosca. I due principali partiti liberali del paese, Jabloko e l'Unione delle Forze di Destra, hanno rifiutato di partecipare a un movimento da loro considerato nazionalista ed estremista.
Nell'estate del 2006 L'Altra Russia ha organizzato una "coalizione di armonia nazionale" per coordinare le diverse posizioni politiche dei partecipanti. La risoluzione finale è stata discussa nel congresso del 22 novembre 2006.
Il 16 dicembre dello stesso anno a Mosca si è svolta la prima manifestazione unita, soprannominata da Garri Kasparov "Marcia dei dissidenti". Il 3 marzo 2007 un'altra "Marcia dei dissidenti" ha avuto luogo a San Pietroburgo: è stata la più grande manifestazione di opposizione della storia russa recente. Il 14 aprile, durante un'altra manifestazione, Kasparov e l'ex primo ministro Michail Kasjanov sono stati arrestati e rilasciati poche ore dopo.
A seguito di divergenze politiche, molti dei movimenti costitutivi hanno abbandonato la coalizione. Michail Kas'janov, leader dell'Unione Democratica del Popolo Russo, ha annunciato il ritiro del suo partito dalla coalizione nel 2007 a causa della difficoltà di nominare un candidato unico alle elezioni. Nello stesso anno il Partito Nazional Bolscevico è stato dichiarato illegale, e alcuni suoi membri hanno continuato la loro attività politica nella coalizione come semplici cittadini. L'anno seguente l'Unione delle Forze di Destra si è sciolta per confluire in Impegno di Destra. Ėduard Limonov, fondatore dopo la dissoluzione de L'Altra Russia dell'omonimo partito politico, ha incolpato Garri Kasparov del collasso della coalizione.

## Leader
- Ljudmila Aleksejeva (Gruppo Helsinki di Mosca)
- Michail Deljagin (Istituto per gli Studi sulla Globalizzazione)
- Juri Džibladze (Centro per lo Sviluppo della Democrazia e i Diritti Umani)
- Viktor Geraščenko (Rodina, ex presidente della Banca Centrale Russa)
- Andrej Illarjonov (ex consulente finanziario presidenziale)
- Garri Kasparov (Fronte Civile Unito)
- Ėduard Limonov (Partito Nazional Bolscevico)
- Elena Luk'janova (docente di legge)
- Vladimir Ryžkov (Partito Repubblicano Russo)
- Georgy Satarov (INDEM)
- Sergej Udal'tsov (Avanguardia della Gioventù Rossa/Fronte di Sinistra/Fronte Russo Unito del Lavoro)
- Michail Kasjanov (Unione Democratica del Popolo Russo, ex primo ministro)